# Безлесное (Северо-Казахстанская область)
Безлесное (каз. Безлесное) — село в Аккайынском районе Северо-Казахстанской области Казахстана. Село входит в состав Власовского сельского округа. Код КАТО — 595837200.

## Население
В 1999 году численность населения села составляла 229 человек (107 мужчин и 122 женщины). По данным переписи 2009 года, в селе проживало 190 человек (88 мужчин и 102 женщины).

## История
Село Безлесное организовано предположительно в 1903—1907 годы, первоначальное название «Благодатное». Организовали его выходцы из Украины села Черниговщины.